# MH Összhaderőnemi Logisztikai és Támogató Parancsnokság

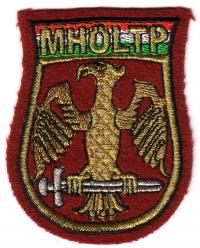
MH Összhaderőnemi Logisztikai és Támogató Parancsnokság címere

A Magyar Honvédség Összhaderőnemi Logisztikai és Támogató Parancsnokság önálló jogi személyiséggel rendelkező, a Honvéd Vezérkar főnök közvetlen szolgálati alárendeltségében működő, középszintű katonai vezető szervezet volt 2000 és 2006 között. Alapítója és fenntartója a Magyar Köztársaság honvédelmi minisztere, felügyeleti szerve a Honvédelmi Minisztérium volt.
A parancsnokság feladatai közé tartozott többek között, hogy a szolgálati alárendeltségében lévő ellátóközpontok működtetésével biztosítsa a Honvédség hadtáp-, haditechnikai eszközeinek, anyagainak és hadfelszereléseinek tárolásával, technikai biztosításával, valamint a személyi állomány ellátásával kapcsolatos feladatok végrehajtása. Az ország területén talált lőszerek és robbanótestek felkutatásának, hatástalanításának, megsemmisítésének, valamint a lőterek, gyakorlóterek tűzszerész mentesítésének parancsnoki felügyeletét is ellátta.
Megszűnését követően 2007. január 1-jétől feladatrendszerét részben a Honvédelmi Minisztérium Fejlesztési és Logisztikai Ügynökség, részben a Magyar Honvédség Összhaderőnemi Parancsnokság vette át.
Parancsnok: Gáspár Tibor, mérnök vezérőrnagy

## Egységek
- MH Veszélyesanyag Ellátó Központ
- MH Haditechnikai Ellátó Központ
- MH Hadtápanyag Ellátó Központ
- MH Támogató Ezred
- MH Civil-katonai Együttműködési és Lélektani Műveleti Központ
- MH Légijármű Javító Üzem
- MH 1. Honvéd Tűzszerész és Hadihajós Ezred
- MH Szabályzatkiadó Intézet és Központi Nyomda
- MH Térképész Szolgálat
- MH Meteorológiai Szolgálat
- MH Katonai Közlekedési Központ

## Szervezeti felépítése
- Parancsnokság
  - Parancsnok
  - Parancsnok helyettes
  - MH haditechnikai főnök, parancsnok helyettes
  - MH hadtápfőnök, parancsnok helyettes
  - Vezénylő zászlós Törzs
  - Törzsfőnök (parancsnok helyettes)
  - Személyügyi Főnökség
  - Hadműveleti és Kiképzési Főnökség
  - Logisztikai Főnökség
  - Híradó és Informatikai Főnökség
  - Egészségügyi Alosztály
  - Kodifikációs Alosztály
  - Titokvédelmi és Ügyviteli Alosztály MH Haditechnikai Főnökség
  - Tervezési és Szervezési Osztály
  - MH Fegyverzettechnikai Szolgálatfőnökség
  - MH Páncélos és Gépjárműtechnikai Szolgálatfőnökség
  - MH Repülőműszaki Szolgálatfőnökség
  - MH Elektronikai Szolgálatfőnökség
  - MH Műszaki Technikai Szolgálatfőnökség
  - MH Vegyivédelmi Technikai Szolgálatfőnökség
  - MH Mérésügyi Alosztály
  - MH Kiképzéstechnikai Alosztály
  - MH Hadtápfőnökség
  - Tervezési és Szervezési Osztály
  - MH Élelmezési Szolgálatfőnökség
  - MH Üzemanyag Szolgálatfőnökség
  - MH Ruházati Szolgálatfőnökség
  - MH Humán Anyagi Alosztály
  - MH Térképészeti Anyagi Alosztály MH Közlekedési Főnökség
- MH Gazdasági Főnökség
- Parancsnoki Iroda
  - Nemzetközi Együttműködési Alosztály Ellenőrzési Osztály
- Jogi és Igazgatási Osztály
- Biztonságtechnikai Alosztály